# 南アメリカ史
南アメリカ史（みなみアメリカし）について解説する。人類が南アメリカ大陸に姿を現したのは、おそらく1万1000年前後であり、約1万年前までにマゼラン海峡地帯まで拡散している。そして、紀元前2千年紀以降になって現れるチャビン文化、1千年紀以降にワリ文化、インカ帝国に至るアンデス文明、そして大航海時代以降のスペインやポルトガル、イギリスなどヨーロッパ各国による植民地時代から、シモン・ボリバルなどいわゆる独立の英雄の出現による独立国家の成立を経て現在に至るまでの南米大陸の歴史である。
- チャビン文化
- モチェ文化
- ナスカ文化
- ティワナク文化
- ワリ文化（ティアワナコイデ）
- チムー王国
- インカ帝国（タワンティン・スウユ）
- 植民地時代

## 各国史
- アルゼンチンの歴史
- ウルグアイの歴史
- エクアドルの歴史
- ガイアナの歴史
- コロンビアの歴史
- スリナムの歴史
- チリの歴史
- パラグアイの歴史
- ブラジルの歴史
- ベネズエラの歴史
- ペルーの歴史
- ボリビアの歴史

※ 「の歴史」部分が赤字リンクの場合、各国の記事から独立した歴史単独の記事がないことを意味する。

## 非独立地域の歴史
以下の独立国ではない地域の歴史はそれぞれの歴史節を参照。
- フランス領：仏領ギアナ
- オランダ領：蘭領アンティル

※ 南アメリカ大陸上の領土ではないがキュラソー島とボネール島はベネズエラ北西沖の至近にある。